# كايوا
كايوا أو في اللغة الأم بولاو أورماتيتي هي جزيرة من جزر الملوك. وهي تقع في مالوكو الشمالية في إندونيسيا.

## الجغرافيا
تقع جزيرة كايوا بالقرب من الطرف الجنوبي لسلسلة من الجزر البركانية قبالة الساحل الغربي لجزيرة (هالماهيرا)، إلى الجنوب من جزيرة ماكيان وإلى الشمال من جزر باكان. يبلغ طول الجزيرة الرئيسية حوالي 10 أميال (16 كم)، وتقع على بعد 9 أميال (14.5 كم) إلى الجنوب من جزيرة ماكيان مع خط من التلال على طولها.
الجزر كانت لقرون المكان الوحيد في العالم الذي ينتج القرنفل. وهي تقع على خط الاستواء وتخضع لأمطار غزيرة في أيام الرياح الموسمية، من ديسمبر إلى مارس ومن يونيو إلى يوليو.
يوجد بركان طبقي على جبل تيغالالو الذي يقع في الطرف الغربي من جزيرة كايوا، ويحيط بها المرجان الجيري بشكل جزئي. ومع ذلك، جزيرة كايوا تختلف عن جيرانها في كونها تتألف أساسا من الصخور الرسوبية بدلا من الصخور البركانية. يتكون الجانب الغربي من المدرجات من الحجر الجيري المرجاني الذي يرتفع مع الخفاف والرمال الشاطئية.

## اللغات والآثار
هناك نوعان من اللغات الأصلية في جزيرة كايوا، بالإضافة إلى اللغة الإندونيسية. لغة تدعى لغة غرب ماكيان، ويتحدث بها 5000 شخص في كايوا وجزرها النائية، وهي واحدة من لغات هالماهيرا الشمالية التي يبدو أنها من عائلة لغات بابوا. ولغة أخرى تسمى لغة تابا أو شرق ماكيان وهي واحدة من اللغات الأسترونيزية.
وتبين الأدلة الأثرية وجود الزراعة قبل حوالي 3500 سنة مضت، وتغيرت في ذلك الوقت إلى طريقة الحياة الزراعية وتربية الحيوانات بما في ذلك الخنازير والكلاب. ويدل اكتشاف الفخار الأحمر وأساور الخرز المصقول وغيرها من الأدوات الحجرية مثل أدوات القطع، على وصول كايوا إلى ثقافة جديدة قبل 1500 قبل الميلاد. ومنذ حوالي 2,000 سنة مضت بدأت الجزر بتجارة التوابل إلى الهند وخارجها. تم العثور على عملة نحاسية صينية في جرارٍ مدفونةٍ ما بين 1,000 و 2,000 سنة في كهف أوتامدي على جزيرة كايوا، مما يعني أن تجارة القرنفل بدأت في وقت مبكر في الجزيرة. ووُجد مع الجرار خرز زجاجي، وقطع من البرونز والحديد وقطع كبيرة من الشعاب المرجانية. وتم العثور على واحدة من السفن ذات أنماط مستطيلة ومثلثة مثل تلك التي وجدت في Leang Buidane ولكن ليس على الجزر القريبة.

## التاريخ الطبيعي

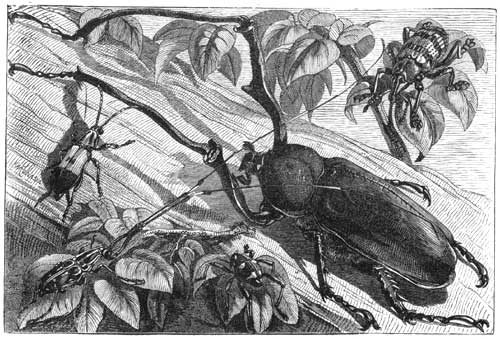
"خنافس جزر الملوك"

زار عالم الطبيعة البريطاني ألفرد راسل والاس جزيرة كايوا كما أوضح ذلك في كتابه المشهور أرخبيل المالايو. حيث قال إنه لم يرَ خنافس كثيرة كما هو موجود في هذه البقعة، وأنه رأى عشرات الأنواع من الخنافس مختلفة الألوان والأحجام الأنواع.